# لوکاس ولی مارینوود (کالیفرنیا)
لوکاس ولی مارینوود (به انگلیسی: Lucas Valley-Marinwood) یک منطقهٔ مسکونی در ایالات متحده آمریکا است که در شهرستان مارین، کالیفرنیا واقع شده‌است. لوکاس ولی مارینوود ۱۴٫۸۳۲ کیلومتر مربع مساحت و ۶٬۰۹۴ نفر جمعیت دارد و ۱۸۹ متر بالاتر از سطح دریا واقع شده‌است.